# Anthony Bessemer
Anthony Bessemer (1766 – 1836 o después de 1840) fue un industrial británico, especializado en el grabado tipográfico y en la fundición de tipos de imprenta. Pasó gran parte de su vida en los Países Bajos y Francia antes de volver a vivir en Londres y Hertfordshire. Su hijo fue Sir Henry Bessemer, el inventor del convertidor Bessemer para la fabricación de acero.

## Primeros años
Nacido en 1766 en el número 6 de la calle Old Broad Street en Londres, Bessemer se mudó a los Países Bajos cuando era niño con su familia y vivió allí desde 1777 hasta 1787, y posteriormente se trasladó a París. Como ingeniero, su trabajo incluyó la fabricación de maquinaria de drenaje y microscopios. Con la agitación generada por la revolución francesa regresó a Londres.

## Carrera

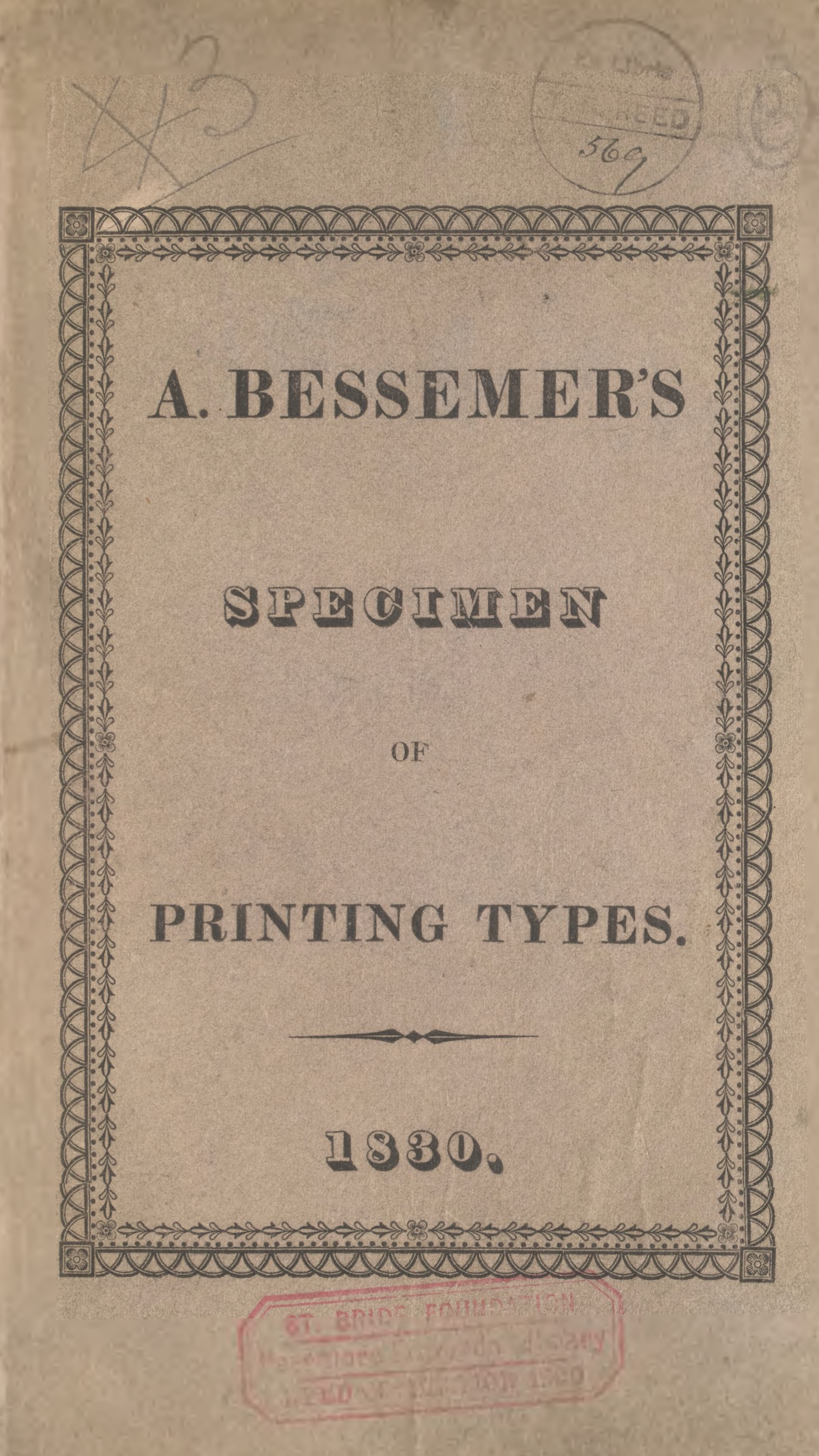
Portada del "Specimen" de tipos de imprenta de fundición de Bessemer (1830)

Bessemer trabajó como grabador de tipos de imprenta de metal, primero para las fundiciones tipográficas del continente; luego, al regresar a Inglaterra, para Henry Caslon (quien era el padrino y homónimo de Henry Bessemer); y más tarde para su propia fundición tipográfica. Según William Tulloch Jeans, entre sus clientes en el continente figuraba la firma de Firmin Didot, y también vendió matrices de tipografía a la fundición de tipos Enschedé en 1795. En el curso de su trabajo para Caslon, testificó por carta ante la Sociedad de las Artes de Londres en mayo de 1818 sobre el tema de las nuevas precauciones contra la falsificación de billetes, donde se incluye un testimonio del ritmo de su trabajo para el caso específico de cortar punzones de 4 puntos: "el tiempo requerido para grabar un alfabeto en minúsculas de diamantes y dobles, que consta de 33 punzones, sería de aproximadamente seis semanas, y que se requeriría el mismo tiempo para un conjunto de mayúsculas de 28 punzones". Caslon testificó que "en la actualidad, solo hay cuatro o cinco personas en Inglaterra que puedan ejecutar el tipo de diamante [4pt]".
Algunos años después de regresar a Inglaterra, montó un empresa diseñadora de tipos en Charlton (Hertfordshire) con su socio comercial J.J. Catherwood (un ex socio comercial de Caslon), que luego se mudó a Londres.
El hijo de Bessemer, Henry, nació mientras vivía en Charlton en 1813. Henry Bessemer se interesó desde el principio en el negocio de su padre y algunas de sus primeras patentes versaban sobre la mejora de la maquinaria de fundición. Bessemer subastó su fundición en 1832.
Durante mucho tiempo se había asumido que se retiró entonces; pero el historiador brasileño Orlando da Costa Ferreira propuso en la década de 1970 que Bessemer fue invitado por el gobierno brasileño para fundar una fundición tipográfica, y que llegó allí en octubre de 1837. El proyecto resultó antieconómico: el gobierno le pagó una compensación en octubre de 1840 y se fue en noviembre, un año antes de que expirara su contrato de cuatro años. Edna Lucia Cunha Lima, sin embargo, duda de que Bessemer sea el fundidor de tipos en cuestión, señalando que Bessemer era bastante anciano en ese momento y que aparentemente necesitaba un intérprete para ayudarla a entender el francés, algo que probablemente innecesario para Bessemer, que había vivió en Francia.
Su Specimen (un libro con su colección de tipos) de 1830 ha sido reimpreso y digitalizado por la Printing Historical Society británica.